# IC 4224
IC 4224 ist eine Spiralgalaxie vom Hubble-Typ Scd? im Sternbild Jungfrau auf der Ekliptik. Sie ist schätzungsweise 244 Millionen Lichtjahre von der Milchstraße entfernt und hat einen Durchmesser von etwa 65.000 Lj.

Im selben Himmelsareal befinden sich die Galaxien NGC 5095, IC 4218, IC 4229.
Das Objekt wurde im Juli 1899 vom US-amerikanischen Astronomen DeLisle Stewart entdeckt.